# Sielsowiet Kuryłowicze
Sielsowiet Kuryłowicze (biał. Курылавіцкі сельсавет, ros. Куриловичский сельсовет) – sielsowiet na Białorusi, w obwodzie grodzieńskim, w rejonie mostowskim, z siedzibą w Kuryłowiczach.
Według spisu z 2009 sielsowiety Kuryłowicze, Hołuby i Jeziorki zamieszkiwało 3147 osób, w tym 2900 Białorusinów (92,15%), 111 Polaków (3,53%), 97 Rosjan (3,08%), 18 Ukraińców (0,57%) i 21 osób innych narodowości. Do 2019 liczba ludności zmniejszyła się do 2428 osób.

## Historia
W II Rzeczypospolitej miejscowości obecnego sielsowietu Kuryłowicze należały do gmin Kuryłowicze, Dereczyn i Orla.
26 lutego 2013 do sielsowietu Kuryłowicze przyłączono w całości likwidowany sielsowiet Hołuby oraz 28 sierpnia 2013 również w całości likwidowany sielsowiet Jeziorki.

## Miejscowości
- agromiasteczka:
  - Jeziorki Wielkie
  - Kuryłowicze
  - Mielewicze
- wsie:
  - Bojary
  - Buksztowo
  - Czerlonka
  - Dąbrówka
  - Dońce
  - Dorohlany
  - Dudki
  - Dworek
  - Hołuby
  - Gowczewo
  - Jarczaki
  - Jeziorki Małe
  - Kotczyn
  - Łancewicze
  - Łobzów
  - Łupacze
  - Makary
  - Miechowsk
  - Monkiewicze
  - Moskale
  - Naćkowo
  - Pieszczanka
  - Rodziszki
  - Ruda Lipiczańska
  - Rybołowicze
  - Sarwasy
  - Stukały
  - Szczara
  - Sześciły
  - Szymki
  - Śliże Piaskowskie
  - Śliże Podgrobelne
  - Tomasze
  - Wojniłowce
  - Wola Krupica
  - Zadworze
  - Zajmiszcze